# Diphenylgermaniumdichlorid
Diphenylgermaniumdichlorid ist eine chemische Verbindung aus der Gruppe der germaniumorganischen Verbindungen.

## Gewinnung und Darstellung
Diphenylgermaniumdichlorid kann durch Reaktion von Phenylgermaniumtrichlorid mit Tetraphenylgermanium in Gegenwart von Aluminiumchlorid gewonnen werden.

## Eigenschaften
Diphenylgermaniumdichlorid ist eine farblose Flüssigkeit, die praktisch unlöslich in Wasser ist.

## Verwendung
Diphenylgermaniumdichlorid  wird als Zwischenprodukt zur Herstellung anderer chemischer Verbindungen verwendet.